# 日本文化ふるさと便
『日本文化ふるさと便』（にほんぶんかふるさとびん）は、1997年1月から3月にかけてNHK教育テレビの番組『3か月英会話』の中で放送された作品である。

## 概要
日本に来たアメリカ人が日本人である友人の女性に長野県内を案内されるスキットによって、主に構成された。長野県を舞台としたのは、放送翌年に長野オリンピックを控えたからである。また、番組の最後では日本の童謡の英語版が披露された。スキット執筆は小川邦彦（当時山梨大学教授、本放送後に他界）とウィリアム・フェイロンによって行われた。

## 講師
- 松本茂
- ヒロコ・グレース （アシスタントという位置づけだった）

## スキット
あらすじ
ビルは日本人の友人奈美（江黒真理衣）に案内されて、長野県内を旅する。アメリカと日本の文化の違いに、あるときは戸惑いながらも親しみを感じてゆくビルを描いた。
各週タイトル
- 第1週：寺と神社
- 第2週：そば店で
- 第3週：浮世絵
- 第4週：温泉
- 第5週：祭り
- 第6週：俳句
小林一茶の俳句が紹介された。
- 第7週：古い民家
- 第8週：民芸品
- 第9週：松本城
- 第10週：安曇野
- 第11週：米作り
- 第12週：上高地
- 第13週：旧開智学校

## 今月の歌
グレッグ・アーウィンが日本童謡の詞を英訳し、ロック風にした楽曲を歌ったコーナー。タイトルに今月の歌とあるが、実際には2週間で曲を変更した。
楽曲一覧
- 第1週・第2週：「故郷」
- 第3週・第4週：「おもちゃのチャチャチャ」
- 第5週・第6週：「花」
- 第7週：「ゆき」
- 第8週・第9週：「赤とんぼ」
- 第10週・第11週：「アメフリ」
- 第12週・第13週：「どんぐりころころ」

## 補足
本作は好評だったため、2000年1月から3月にかけてアンコール放送された。また、本作のスキット執筆者の一人であった小川邦彦は本作の本放送の後に他界したため、講師の松本は「小川先生に捧げたいと思います」とコメントした。